# Gerhard Mai
Gerhard Mai (* 30. August 1957 in Heinsberg) ist ein deutscher Politiker (Bündnis 90/Die Grünen).
Nach dem Abitur 1977 und zivilem Ersatzdienst studierte Mai in Kiel, Frankfurt am Main und Aachen Germanistik und Sport. Danach war er angestellter Lehrer an der Polizeischule in Linnich.
Mai war von 1984 bis 1987 Ratsherr der Stadt Heinsberg. Von 1990 bis 1999 war er Abgeordneter des elften und zwölften Landtags von Nordrhein-Westfalen. Er zog jeweils über die Landesliste seiner Partei in den Landtag ein. Er schied am 2. Mai 1999 aus dem Landtag aus und wurde Büroleiter des nordrhein-westfälischen Ministers für Bauen und Wohnen.